# Sale City (Géorgie)
Sale City est une ville américaine située dans le comté de Mitchell, en Géorgie. Selon le recensement de 2020, sa population est de 354 habitants.